# 3788 Steyaert
3788 Steyaert је астероид главног астероидног појаса чија средња удаљеност од Сунца износи 2,795 астрономских јединица (АЈ).
Апсолутна магнитуда астероида је 11,9.